# Harmonická analýza

Harmonie barev. Výsledky harmonické analýzy ukazují, jak vlnění různých vlnových délek interaguje s červeným světlem. Při rozdílu λ/2 (poloviny vlnové délky) je červená dokonale synchronizována se svou harmonickou druhé generace v ultrafialové oblasti. U všech ostatních vlnových délek ve viditelném spektru je rozdíl menší než λ/2, čímž vznikají harmonické oscilace kombinovaných vln. Při délce λ/14 se bude kmitání opakovat každou čtrnáctou vlnu, zatímco při délce λ/8 každou osmou. Oscilace jsou nejrychlejší při délce λ/4 (opakuje se každá čtvrtá vlna), zatímco při λ/3 se opakuje každá sedmá vlna a při λ/2.5 každá třináctá. Spodní část obrázku ukazuje, jak harmonické s délkou λ/4 interagují ve viditelném světle (zeleném a červeném) při fotografování přes planparalelní interferenční sklíčko.

Harmonická analýza je odvětví matematiky zabývající se reprezentacemi funkcí nebo signálů jako superpozicí základních vlnění a studiem zobecnění pojmů Fourierova řada a Fourierovy transformace (tj. rozšířený tvar Fourierovy analýzy). V posledních dvou stoletích se harmonická analýza stala rozsáhlým oborem s aplikacemi v mnoha různých oblastech jako teorie čísel, teorie reprezentací, zpracování signálu, kvantová mechanika, teorie přílivu a neurověda.
Termín „harmonický“ je odvozený ze starořeckého slova harmonikos znamenající „hudebně vzdělaný“. Ve fyzikálních problémech vlastní hodnota se tímto slovem označují vlny, jejichž frekvence jsou celočíselnými násobky jiné, stejně jako u harmonických tónů v hudbě, ale termín byl oproti původnímu významu zobecněn.
Klasická Fourierova transformace na Rn je stále předmětem výzkumu, především Fourierova transformace na obecnějších objektech, např. na temperovaných distribucích. Určitá omezení na distribuci f se můžeme např. snažit přenést na Fourierovu transformaci distribuce f. Příkladem je Paleyova–Wienerova věta, z níž okamžitě plyne, že pokud f je nenulovou distribucí kompaktního nosiče (zahrnující funkce kompaktního nosiče), pak jeho Fourierova transformace nikdy nemá kompaktní nosič, což je základní tvar principu neurčitosti v harmonické analýze; viz také konvergence Fourierových řad.
Fourierovy řady lze pohodlně zkoumat v kontextu Hilbertových prostorů, což poskytuje spojení mezi harmonickou analýzou a funkcionální analýzou.

## Aplikovaná harmonická analýza

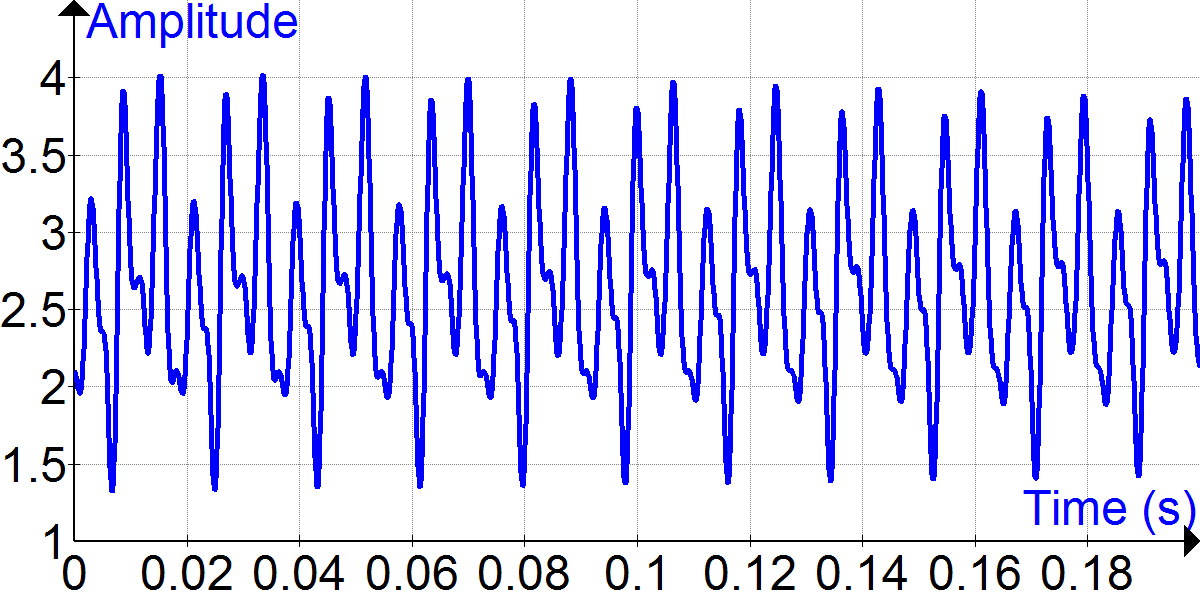
Časový průběh zvukového signálu prázdné struny A na basové kytaře (55 Hz)

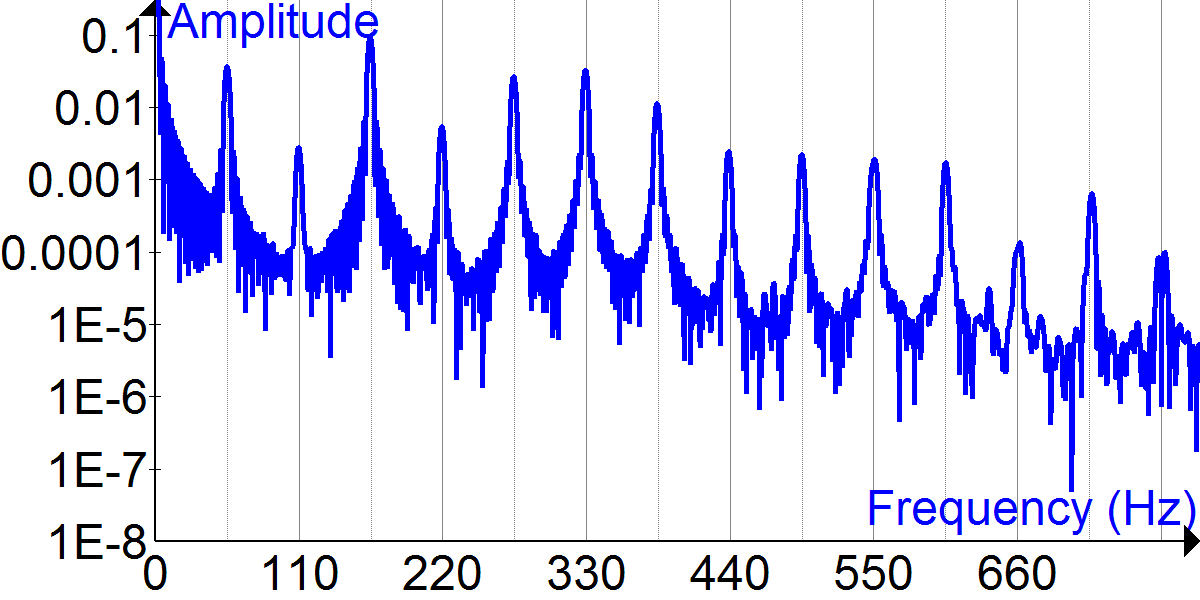
Fourierova transformace průběhu tónu prázdné struny A na basové kytaře (55 Hz)

Mnoho aplikací harmonické analýzy ve vědě a technice vychází z myšlenky nebo hypotézy, že určitý jev nebo signál je tvořen součtem dílčích oscilačních složek. Obvyklými a jednoduchými příklady jsou slapové jevy v oceánech a kmitající struny. Pak je často používaným přístupem zkusit systém popsat diferenciální rovnicí nebo soustavou rovnic, ze kterých lze předpovědět základní vlastnosti, jako jsou amplitudy, frekvence a fáze jednotlivých oscilačních složek. Konkrétní rovnice mohou být různé, ale teorie usiluje o takový výběr rovnic, aby reprezentovaly obecně použitelné principy.
Při experimentálním přístupu je nezbytné získat data, která příslušný jev přesně kvantifikují. Například při studiu slapových jevů je třeba získat vzorky hodnot hloubky vody jako funkce času v dostatečně krátkých intervalech, aby byly vidět všechny oscilace, a za dostatečně dlouhý časový interval, aby pokryly několik period oscilací. Při studiu kmitajících strun je obvyklé, že experimentátor získává tvar zvukové vlny vzorkované nejméně dvojnásobnou frekvencí, než je nejvyšší očekávaná frekvence a s trváním mnohanásobku periody nejnižší očekávané frekvence.
Horní z dvojice obrázků vpravo ukazuje průběh zvukové vlny vytvořené záznamem zvuku prázdné struny A basové kytary. Je patrné, že základní frekvence je 55 Hz; průběh je (přibližně) periodický, ale mnohem složitější než jednoduchá sinusová (harmonická) vlna, což ukazuje na přítomnost zvuků dalších frekvencí. Různé vlnové složky přispívající k výslednému zvuku lze odhalit aplikací techniky matematické analýzy známé jako Fourierova transformace, jejíž výsledek je zobrazen na spodním obrázku. Na obrázku je patrný první výrazný vrchol na frekvenci 55 Hz, existují však další maxima na 110 Hz, 165 Hz a dalších frekvencích odpovídajících celočíselným násobkům 55 Hz. V tomto případě je frekvence 55 Hz základní frekvence vibrací struny a její celočíselné násobky jsou vyšší harmonické složky.

## Abstraktní harmonická analýza
K nejmodernějším odvětvím harmonické analýzy s kořeny v polovině dvacátého století je analýza na topologických grupách. Hlavními motivacemi jsou různé Fourierovy transformace, které lze zobecnit na transformaci funkcí definovaných na Hausdorffových lokálně kompaktních topologických grupách.
Teorie abelových lokálně kompaktních grup se nazývá Pontryaginova dualita.
Harmonická analýza studuje vlastnosti této duality a Fourierových transformací, a snaží se tyto vlastnosti aplikovat na další případy, například na neabelovské Lieovy grupy.
Pro obecné neabelovské lokálně kompaktní grupy má harmonická analýza těsnou souvislost s teorií reprezentací unitárních grup. Pro kompaktní grupy vysvětluje Peter–Weylova věta, jak lze dostat harmonické složky výběrem jedné irreducibilní reprezentace z každé třídy ekvivalence reprezentací. Tato volba harmonických složek využívá některé užitečné vlastnosti klasické Fourierovy transformace přenesením nesoucí konvoluce na bodové součiny a demonstruje jistý způsob chápání podkladových grupových struktur. Viz také Nekomutativní harmonická analýza.
Pro grupy, které nejsou ani abelovy ani kompaktní, neexistuje v současnosti žádná obecná uspokojivá teorie („uspokojivou“ je myšleno aspoň tak silná jako Plancherelova věta). Bylo však analyzováno mnoho speciálních případů, například speciální lineární grupa SLn. V tomto případě hrají klíčovou roli grupy reprezentací nekonečné dimenze .

## Jiná odvětví
- Studium vlastních vektorů a vlastních čísel Laplaceova operátoru na doménách, varietách a (v menší míře) grafech je také považováno za odvětví harmonické analýzy. Viz např. „Je možné slyšet tvar bubnu?“[2].
- Harmonická analýza na eukleidovských prostorech pracuje s vlastnostmi Fourierových transformací na Rn, které nemají analogie na obecných grupách. Například s faktem, že Fourierova transformace je rotačně invariantní. Dekompozice Fourierovy transformace na jeho radiální a sférickou komponentu vede k tématům jako jsou Besselovy funkce a Sférické harmonické funkce.
- Harmonická analýza na válcových doménách se zabývá zobecňujícími vlastnostmi Hardyho prostorů vyšších dimenzí.